# St. Johannes der Täufer (Adelsried)

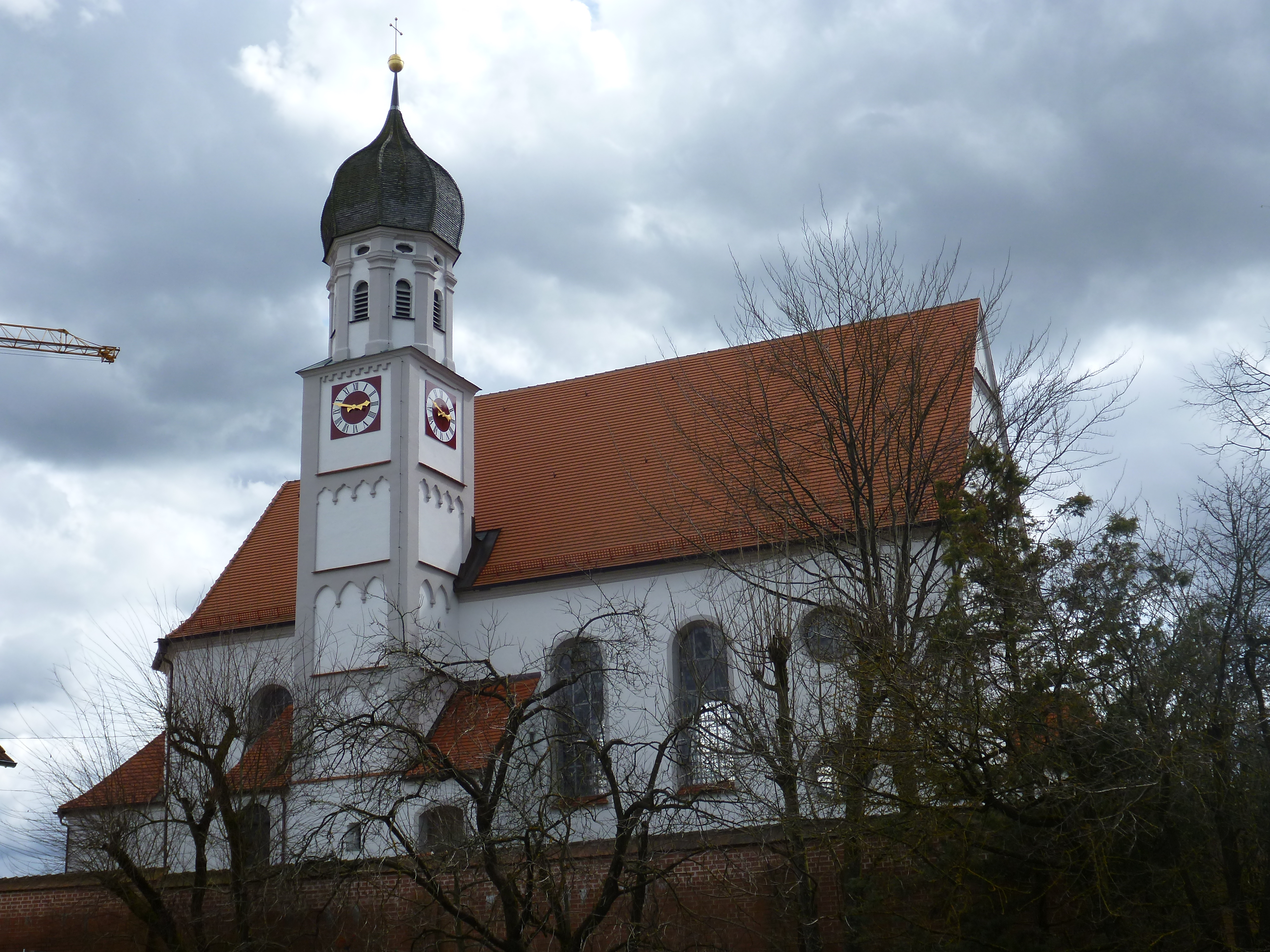
Kirche St. Johannes der Täufer in Adelsried

Die römisch-katholische Pfarrkirche St. Johannes der Täufer in Adelsried, einer Gemeinde im Landkreis Augsburg im bayerischen Regierungsbezirk Schwaben, wurde von 1733 bis 1735 errichtet. Die Johannes dem Täufer geweihte Kirche an der Kirchgasse 2 ist ein geschütztes Baudenkmal.

## Geschichte
Die Pfarrkirche von Adelsried wurde 1312 dem Kloster Heilig Kreuz in Augsburg inkorporiert. 1621 gelangte das Kloster in den Besitz des gesamten Ortes. Von 1404 bis zu dessen Auflösung 1484 war der benachbarte Weiler Engelshof eine eigene Pfarrei und seit 1485 als Filiale nach Adelsried eingepfarrt. Nach Abbruch der Kirche 1733 mit Ausnahme des Turmes wurde der barocke Neubau von dem domkapitlischen Baumeister Johann Paulus aus Augsburg errichtet. Am Bau beteiligt war der Maurermeister Johann Off aus Adelsried sowie der Zimmermeister Hans Reitstätter. Die Weihe erfolgte am 10. Oktober 1735. 1773 erfuhr der Innenraum eine Umgestaltung im Stil des Rokoko. Der der Kirche umgebene Friedhof wurde 1970 aufgelassen. 2010/11 fand eine Renovierung statt.

## Beschreibung
Der Saalbau mit leicht eingezogenem, dreiseitig geschlossenem Chor wird im Kirchenschiff von einer korbbogigen Stichkappe gedeckt.

## Ausstattung

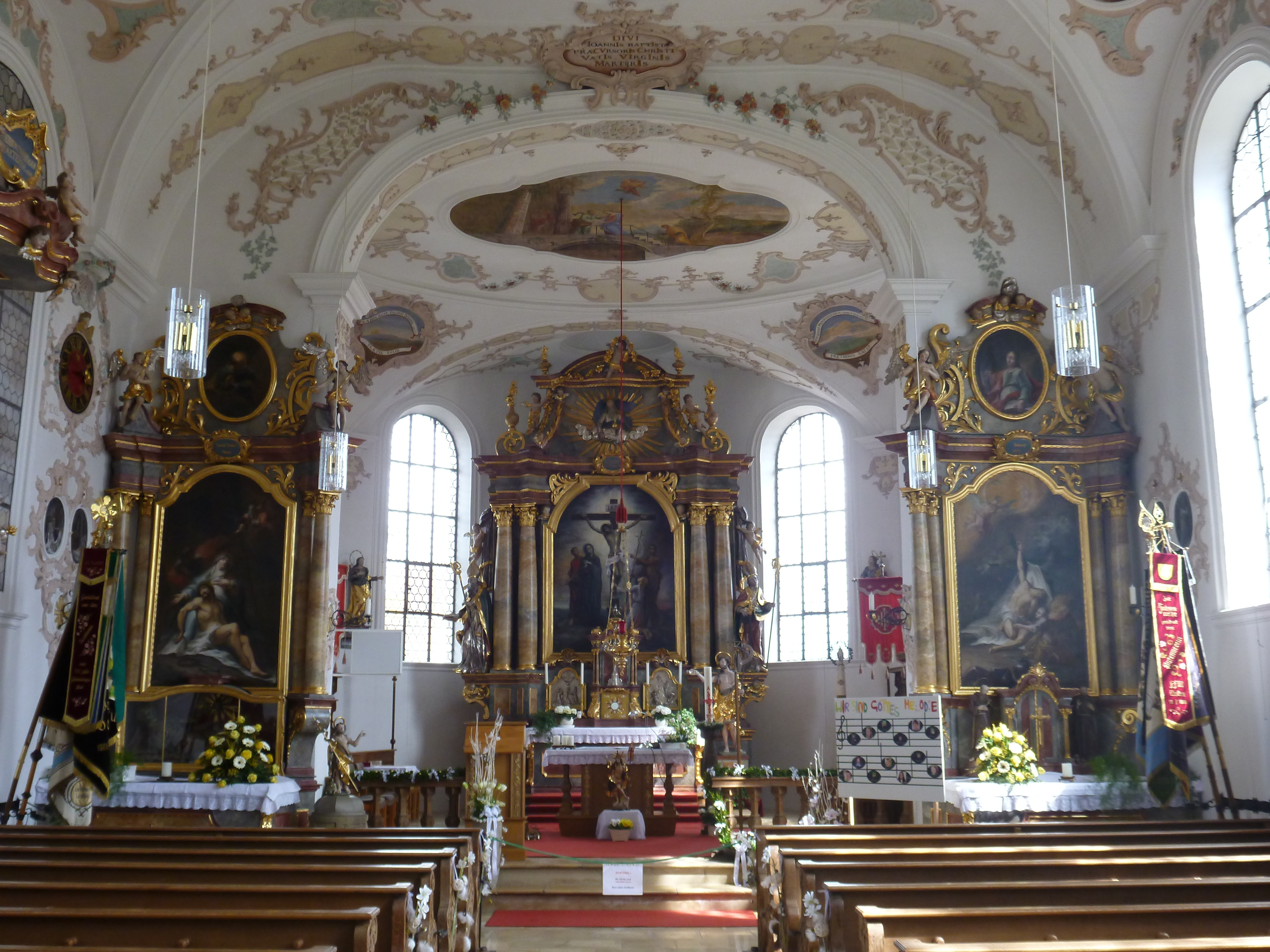
Innenansicht

Die Bandel- und Blattwerkstukkaturen stammen vermutlich von Andreas Hainz. Die Fresken von Johann Georg Lederer aus dem Jahr 1733 stellen im Chor die Mariä Heimsuchung und im Langhaus die Taufe Christi, das Gastmahl des Herodes und Johannes den Täufer dar. Der Hochaltar, die Kanzel und des Chorgestühl stammen aus der Erbauungszeit. Die Seitenaltäre kamen 1752/53 hinzu. Der Taufstein ist aus dem späten 16. Jahrhundert. Eine spätgotische Statue des heiligen Nikolaus geschaffen um 1480/90, stammt wohl aus der nicht mehr existierenden Kirche des Weilers Engelshof.

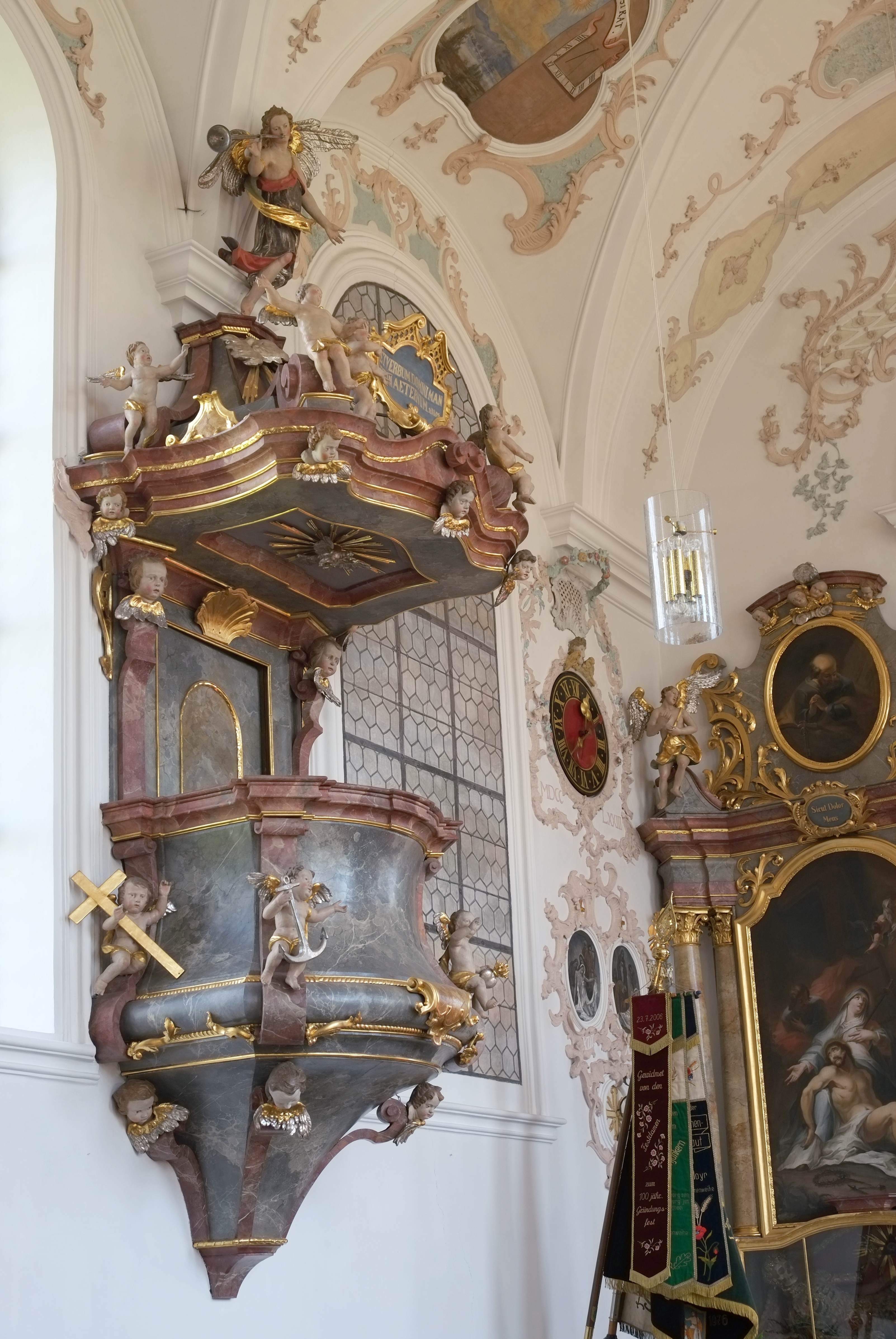
Kanzel
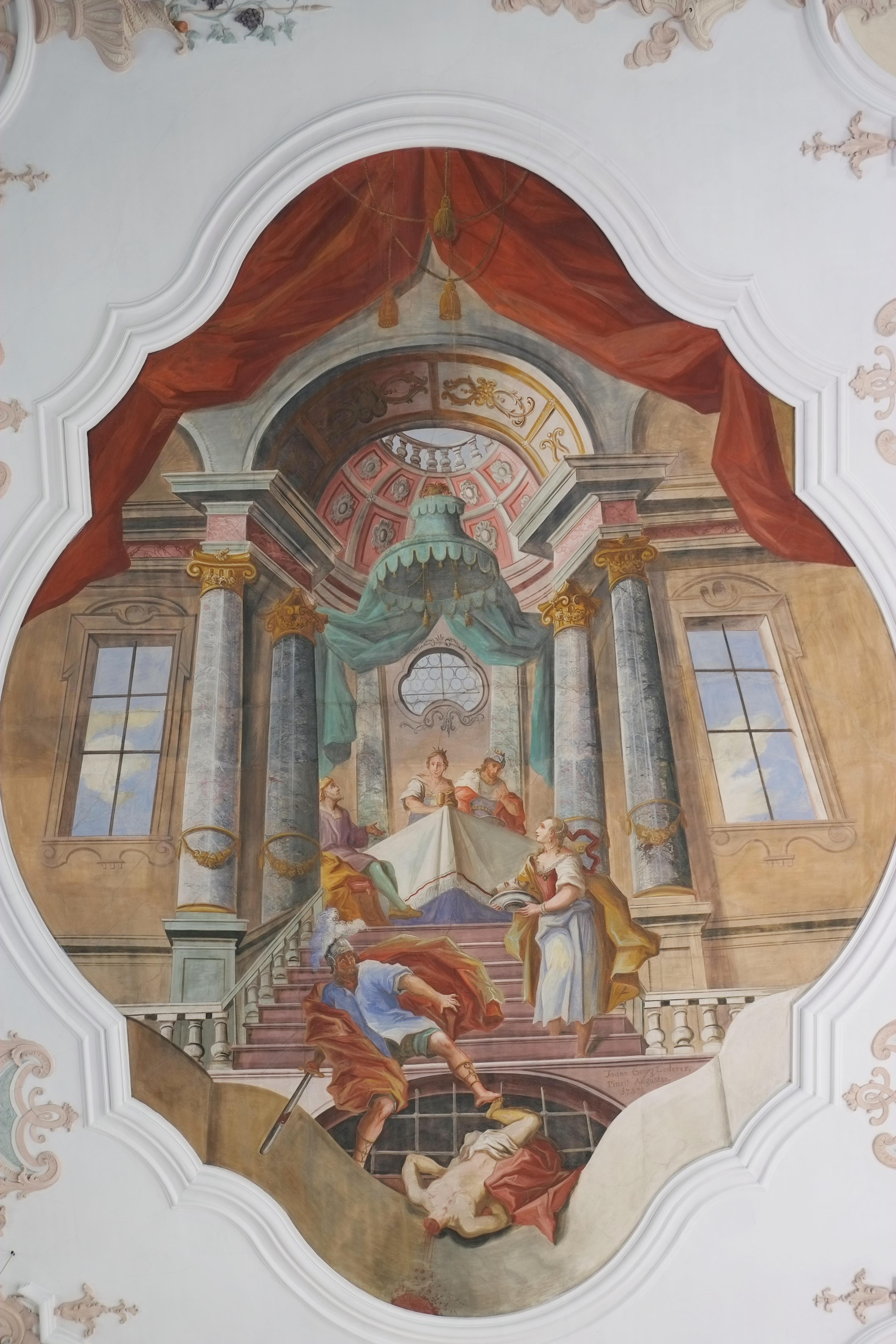
Gastmahl des Herodes
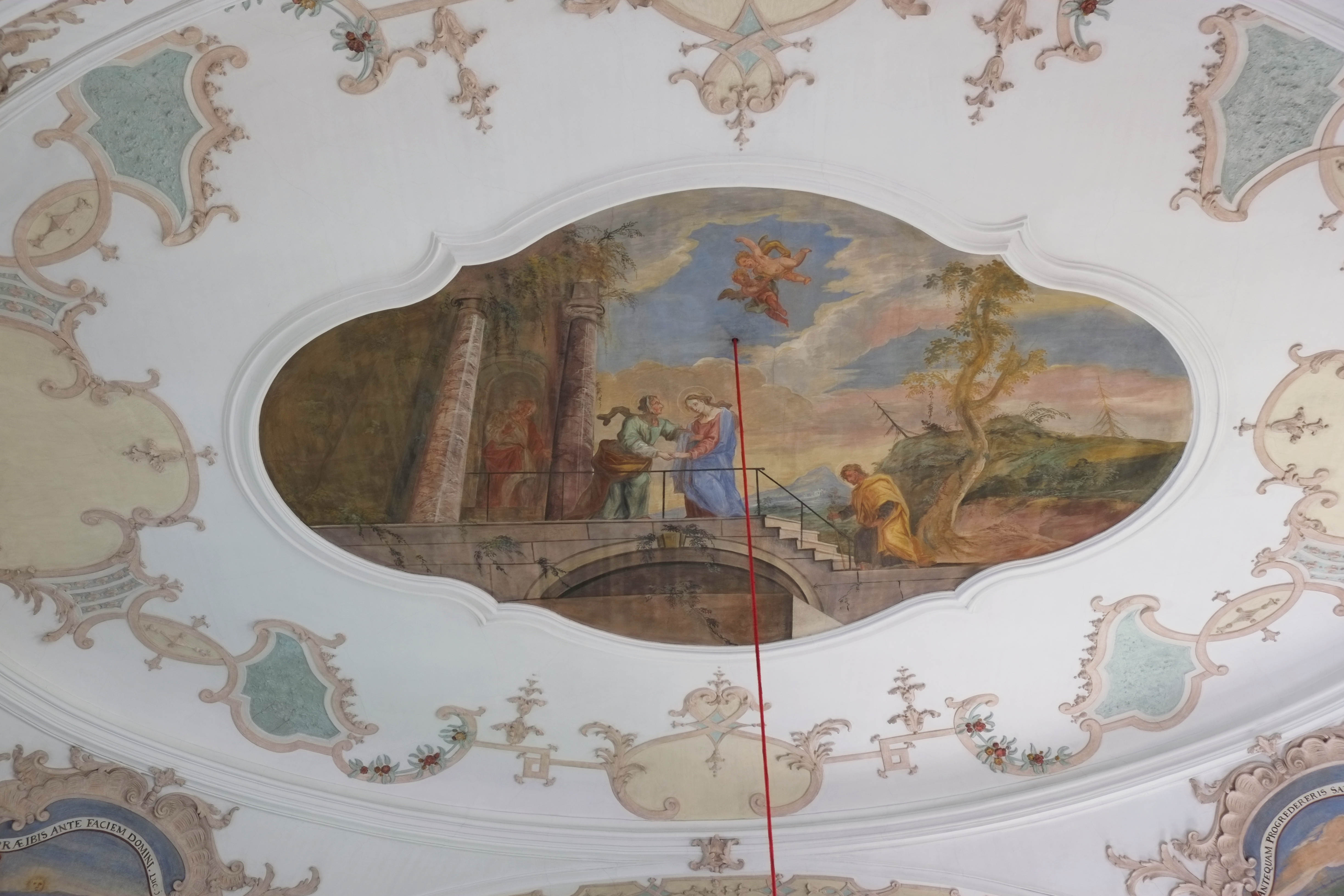
Mariä Heimsuchung

## Geläut
Im Kirchturm hängen drei Glocken im Te Deum Motiv:
1. Johannesglocke Schlagton: gis1 Gewicht: 500 kg Durchmesser: 96 cm Gießer: Engelbert Gebhard Kempten Gussjahr: 1952
2. Marienglocke Schlagton: h1 Gewicht: 300 kg Durchmesser: 79 cm Gießer: Fritz Hamm Augsburg Gussjahr: 1920
3. Gefallenenglocke St. Michael Schlagton: cis2 Gewicht: 200 kg Durchmesser: 72 cm Gießer: Gebhard Kempten Gussjahr: 1952